# Jean Donneau de Visé
Jean Donneau de Visé est un homme des lettres français, issu de parents originaires de la ville de Visé près de Liège, endroit le plus septentrional de la terre où l'on parle le français, né le 3 ou 4 décembre 1638 à Paris et mort dans la même ville le 8 juillet 1710. Dramaturge, auteur de nouvelles, historien, polémiste, critique littéraire, ce polygraphe et entrepreneur des lettres français est surtout connu pour avoir créé Le Mercure galant,  le principal périodique illustré du règne de Louis XIV et ancêtre du Mercure de France.

## Biographie
Son entrée dans le monde des lettres se fait en août 1660, avec une double publication anonyme procurée par le même libraire, Jean Ribou, qui au début de l'année a tenté de pirater Les Précieuses ridicules. C'est d'abord une édition commentée de Sganarelle ou le Cocu imaginaire de Molière, imprimée en vertu d'un privilège accordé à un "Sieur de la Neufvillaine" ou de Neuf-Villenaine, et dans laquelle chaque scène est précédée d'un « argument » en prose. Neuf-Villenaine pousse l'impudence jusqu'à faire précéder cette édition pirate d'une lettre au ton amical et louangeur adressée à Molière.
C'est ensuite, quarante-huit heures plus tard, la parution, sous le titre de La Cocue imaginaire, et avec un privilège obtenu le 26 juillet sous son nom de Jean Don(n)eau, d'une version féminisée de la pièce de Molière qui ne sera jamais représentée.
En 1661, il collabore à la publication du Grand Dictionnaire des précieuses, historique, poétique, géographique, cosmographique, chronologique et armoirique d'Antoine Baudeau de Somaize, avec lequel il s'est lié d'amitié.
En février 1663, il fait paraître les trois volumes d'un ensemble composite intitulé Nouvelles Nouvelles, qui rassemble des nouvelles, des pièces galantes, des critiques des œuvres les plus récentes de Corneille et de Molière, et un long échange entre des nouvellistes. Dans le même temps, il engage une polémique contre l'abbé d'Aubignac, en défendant l'une après l'autre les trois dernières tragédies de Corneille (Sophonisbe, Sertorius et Œdipe), que l'abbé avait vivement critiquées dans trois « Dissertations ».
La même année, il prend une part active à ce qu'il est convenu d'appeler « la querelle de L'École des femmes », en publiant deux comédies en un acte : Zélinde ou la Véritable critique de l'Escole des femmes et la Critique de la Critique (1663) et Response à l'Impromptu de Versailles ou La Vengeance des marquis (1664), qui ne seront pas représentées.
En juillet 1665, il répond (toujours anonymement) aux Observations d'un certain Rochemont dans une Lettre sur les Observations d'une comédie de Molière intitulée Le Festin de Pierre, qui marque sa réconciliation avec celui qu'il n'avait cessé pendant cinq ans de piller et de vilipender. Entre cette date et 1670, la « Troupe du Roi au Palais-Royal » créera plusieurs de ses comédies. C'est le cas notamment de La Veuve à la mode dans laquelle joue « la mignarde Molière », présentée en mai 1667, mais qui tombe après six représentations. Il devient également un admirateur et un défenseur zélé de Pierre Corneille, mais ne ménage pas ses critiques contre Racine et Boileau.
En 1672, il fonde Le Mercure Galant, périodique consacré d'une part aux gloires militaires du royaume, à leur pérennisation et à leur diffusion auprès d'un public large et, d'autre part, aux nouvelles du théâtre, des arts, de l’édition, aux histoires mondaines et aux chansons galantes. L'importance capitale de ce périodique pour la culture française lui a attiré les foudres de La Bruyère, Le Noble, ou de Boursault. Malgré ces critiques, le Mercure galant a perduré jusqu'à la mort de Donneau de Visé. Il est ensuite devenu Le Mercure de France.
En même temps, Donneau de Visé avait abordé le théâtre, où il connait un certain succès avec des comédies et des tragédies jouées à la Comédie-Française.
Auteur de Mémoires pour servir à l’histoire de Louis le Grand en 10 volumes, Donneau de Visé reçoit, avec le titre d’historiographe du roi, une pension de 500 écus qui s'ajoute aux précédentes, et un logement aux galeries du Louvre.

## Œuvre
- La Cocuë imaginaire, Paris, Jean Ribou, 1660, consultable sur Gallica.
- La Politique des coquettes, Histoire véritable dédiée à Mlle de Scudéry, Paris, Jean Ribou, 1660. [attribution disputée]
- Deffence (sic) de la Sophonisbe de Monsieur de Corneille, Paris, Claude Barbin, 1663, consultable sur Gallica.
- Defence du Sertorius de Monsieur de Corneille, dediée à Monseigneur de Guise, Paris, Claude Barbin, 1663, consultable sur Gallica.
- Defence d'Œdipe, tragedie de Monsieur de Corneille, Paris, Claude Barbin, 1663.
- La Pompe funebre de l'auteur de Faramond, Paris, Pierre Bienfaict, 1663. [attribution disputée]
- Zélinde, comédie, ou la véritable Critique de l'Escole des femmes et la Critique de la Critique, Paris,  Guillaume de Luyne, Charles de Sercy, Thomas Jolly, Louis Billaine, Claude Barbin, Jean Guignard, Estienne Loyson et Gabriel Quinet 1663, Amsterdam, 1665, consultable sur Gallica; réimpression Genève, 1868, consultable sur Internet Archive.
- Nouvelles nouvelles, divisées en trois parties, par Monsieur de ..., Paris, Jean Ribou, Claude Barbin, Pierre Bienfaict, Gabriel Quinet, 1663 [lire en ligne]
- Les Diversitez galantes, contenant: Les Soirées des Auberges, Nouvelle Comique; Responce à l'Impromptu de Versailles ou la Vengeance des Marquis; l'Apothicaire de Qualité, nouvelle galante et véritable; Lettre sur les affaires du Theatre, Paris, Jean Ribou, 1664, consultable sur Google Livres.
- Les Entretiens galans d'Aristipe et d'Axiane: contenant le Langage des Tetons & leur Panegyrique; le Dialogue du Fard & des Mouches; d'un grand Miroir & d'un miroir de Poche; du Mesque & des Gands, avec plusieurs autres galanteries, Paris, Estienne Loyson, 1664 lire en ligne sur Gallica
- Lettre sur les Observations d'une comédie de Moliere intitulée Le Festin de Pierre, Paris, Gabriel Quinet, 1665. [attribution disputée]
- La Mere coquette ou les Amans brouillez, comédie représentée par la Troupe du Roy, Paris, Michel Bobin & Nicolas Le Gras, 1666, consultable sur Gallica.
- Lettre escrite sur la Comédie du Misanthrope, en tête de l'édition du Misanthrope, Paris, Jean Ribou, 1667, consultable sur Gallica.
- La Veuve à la mode, comédie en un acte et en vers, Paris, Jean Ribou, 1668, rééd. par Édouard Thierry, Paris, 1875[10].
- Délie, pastorale représentée sur le théâtre du Palais-Royal, Paris, Jean Ribou, 1668, consultable sur Gallica.
- L'Embarras de Godard, ou l'Accouchée, comédie représentée sur le théâtre du Palais-Royal, Paris, Jean Ribou, 1668, consultable sur Gallica.
- L'Amour échapé (sic), ou les diverses manieres d'aymer, contenues en quarante histoires, avec le Parlement d'Amour, divisé en trois tomes, 1669.
- Les Nouvelles galantes, comiques et tragiques, 3 volumes, Paris, Claude Barbin, Estienne Loyson, Gabriel Quinet, 1669. Contrefaçon, 1680, consultable sur Google Livres, Reprint Genève, Slatkine, 1979.
- Le Gentilhomme Guespin, comédie, Paris, Thomas Jolly, Estienne Loyson, Claude Barbin, Guillaume de Luyne, 1670,  lire en ligne sur Gallica
- Les Amours de Vénus et d’Adonis, tragédie à machines, Paris, Claude Barbin, Pierre Promé, Guillaume de Luyne, (1670), en ligne.
- Les Intrigues de la loterie, Paris, Thomas Jolly, Claude Barbin, Guillaume de Luyne, Estienne Loyson, 1670, consultable sur Gallica.
- Les Amours du Soleil, tragédie à machines représentée sur le théâtre du Marais, Paris, Claude Barbin, 1671, consultable sur Gallica.
- Les Maris infidèles ou l'Ami de tout le monde, 1673, non publié.
- Les Amours de Vénus et d’Adonis, 1685, avec des musiques de Marc-Antoine Charpentier, non publié.
- L'Aventurier, 1694, non publié.
- Le Vieillard couru, 1696, non publié.
- Mémoires pour servir à l'histoire de Louis XIV

Avec Thomas Corneille
- L’Inconnu, 1675, comédie, avec musique de Marc-Antoine Charpentier.
- Circé, Paris, 1675, divertissement, avec musique de Marc-Antoine Charpentier, consultable sur Gallica.
- La Devineresse ou les Faux Enchantemens, comédie à machines (l’un des plus grands succès du siècle), Paris, C. BLageart, 1680, consultable sur Gallica.
- La Pierre philosophale, comédie mêlée de spectacles, musique de Marc-Antoine Charpentier, Paris, C. Blageart, 1681, consultable sur Gallica.
- L'Usurier (1685).
- Les Dames vangées, ou La Dupe de soy-mesme, Paris, Michel Brunet, 1695, consultable sur Gallica.